# Armáda národního odporu
Armáda národního odporu (ANO, anglicky National Resistance Army – NRA) byla jedním z povstaleckých hnutí v Ugandě. Vznikla jako odezva na volby z prosince 1980, ve kterých zvítězil Milton Obote a které byly většinou obyvatel jižní Ugandy považovány za zmanipulované. Jeho klíčovou postavou byl od počátku Yoweri Museveni.
Před státním převratem Museveni upřednostnil povstaleckou válku postavenou na jemu známém Mosambickém modelu. Situace v Ugandě k tomu navíc vytvářela vhodné podmínky – vratkost režimu, rozvrácená státní správa po letech vlády Idiho Amina a následné válce, hluboce zakořeněný odpor vůči Oboteovi na jihu země. Je třeba vzít v potaz i připravenost Oboteho krvavě potlačit politickou opozici (v zemi i po volbách setrvaly tanzanští vojáci) a mezinárodní podpora Obotemu (zahraniční vlády byly ochotny tolerovat autoritářské praktiky režimu, pokud to mělo zabezpečit stabilitu v zemi po odchodu nepohodlného Idiho Amina. Vleklá lidová povstalecká válka Musevenimu nabízela možnost vytvořit zázemí i pro svou budoucí vládu.
Ozbrojené aktivity proti Oboteho vládě Museveni zahájil v roce 1981 s malou skupinou nazývanou Armáda lidového odporu (People Resistance Army – PRA). V té době se jednalo o desítky osob a jejich činnost se omezovala na útoky na policejní stanice a kasárna. V červnu 1981 Museveni zahájil šestiměsíční zahraniční cestu k získání mezinárodní podpory. Přijal jej například Muammar Kaddáfí, který mu věnoval asi 100 samopalů, 100 min a několik kulometů a tarasnic. Britského ministra zahraničí Lorda Carringtona ani ministra pro rozvoj Richarda Luceho, nepřiměl ke změně kladného postoje k Obotemu. V Keni se dohodl s profesorem Lulem na spojení Armády lidového odporu s jeho organizací UFF, čímž vznikla ANO. Díky Luleho podpoře získala ANO oporu i v Bugandě.
ANO se podařilo rychle získat přívržence jednak mezi studenty, jednak mezi venkovskou mládeží na jihu země, která byla vystavena represím vládních sil. Významnou část sil ANO tvořily také Rwanďané, rovněž vystavení útlaku ze strany vlády. Tři hlavní bojové skupiny v rámci ANO se nazývaly podle „hrdinů afrického vlasteneckého úsilí: Nkrumah, Mondlane a Násir.“ Je paradoxem, že Obote byl jedním z hlavních Nkrumahových následovníků mezi africkými hlavami států a zároveň byla po prvním ghanském prezidentovi nazvána část povstaleckého uskupení usilujícího o Oboteho svrhnutí.
Ve svém boji se ANO musela potýkat se značnými materiálními problémy. Při masivní operaci vládních vojsk - Bonanza – měla ANO pouze 400 střelných zbraní pro 4000 vojáků (zbraně ANO získávala především od poražených vládních vojsk) a musela tak ustoupit ze značné části své stěžejní operační oblasti (tzv. trojúhelník Luwero na sever od Kampaly). Přesto mohla těžit z odporu obyvatelstva vůči vládě a postupně se hroutícímu systému státní správy Ugandy. Dokázala navíc uklidnit vnitřní spory a čelit významnému přílivu nových bojovníků zásadní restrukturalizací vymezenou na sjezdu v Kanyanze v prosinci 1981. Na územích pod vlastní kontrolou zaváděla odbojové rady (resistance councils) a jako první tak v ugandské společnosti aplikovala demokratické mechanismy na úkor tradičního zřízení postaveném na náčelnické hierarchii.
Ačkoliv Museveni nechtěl svou revoluci vyvážet, stala se ANO díky svojí kvalitní struktuře inspirací pro řadu jiných povstaleckých organizací ve střední Africe. Fred Rwigyema i Paul Kagame ze Rwandské vlastenecké fronty (RVF) patřili do Museveniho povstalecké skupiny (tehdy čítající 35 členů) od samého počátku. Stejně tak pomohli členové ANO i RVF L. Kabilovi svrhnout Mobutuův režim v Zairu. 26. ledna 1986 ANO dobyla Kampalu po úplném rozkladu ugandské vlády Tita Okella.
ANO bylo prvním africkým povstaleckým hnutím, kterému se podařilo odstranit vládu a ustavit novou a zároveň funkční.